# Nelson Sargento
Nelson Sargento (Río de Janeiro, 25 de julio de 1924-Río de Janeiro, 27 de mayo de 2021) fue un compositor, cantante, pintor, actor y escritor brasileño.

## Biografía
Nelson Mattos vivió desde los doce años en Mangueira, donde se convirtió en uno de los bailarines de samba más importantes de la popular escuela de samba Estação Primeira de Mangueira, de la que formó parte y presidió el grupo de compositores, además de convertirse en presidente honorífico.
El apodo artístico "Sargento" aludía al rango que alcanzó por haber servido en el Ejército de Brasil en la segunda mitad de la década de 1940. Ganó notoriedad como cantante en el restaurante y salón de conciertos Zicartola y poco después como miembro de los conjuntos A Voz do Morro y Os Cinco Crioulos en la década de 1960. Pero no fue hasta 1979, a la edad de 55 años, que el compositor grabó su primer álbum en solitario. A lo largo de su vida, el sambista creó más de 400 composiciones.
Además de su carrera musical, Nelson fue pintor y poeta, y publicó los libros Prisioneiro do Mundo y Um certo Geraldo Pereira. También hizo apariciones como invitado en las películas The First Day y Orpheus, además de ser el tema principal del documental Nelson Sargento da Mangueira.
Falleció el 27 de mayo de 2021 en Río de Janeiro a raíz de complicaciones con el Covid-19. Tenía noventa y seis años.

## Discografía
- 1979 - Sonho de um sambista
- 1986 - Encanto da paisagem
- 1990 - Inéditas de Nelson Sargento
- 2001 - Flores em vida
- 2008 - Versátil